# Geuze Boon
Geuze Boon is een Belgisch bier. Het bier wordt gebrouwen door Brouwerij Boon te Lembeek. De brouwerij is voor 50% in handen van Holding Diepensteyn (Palm, Rodenbach) en voor 50% in handen van de familie Boon.

## Achtergrond
De geuzen van Brouwerij Boon zijn allemaal Oude Geuzen. “Oude geuze” is door het Vlaams Centrum voor Agro- en Visserijmarketing (VLAM) erkend als streekproduct. Bovendien is het een door de Europese Unie beschermd label of Gegarandeerde traditionele specialiteit (GTS).
Geuze Boon bestaat voor 100% uit lambiek die in Lembeek werd gebrouwen: 90% lambiek van ongeveer 18 maanden oud, ongeveer 5% bier van 3 jaar en 5% uit heel jonge lambiek. Deze laatste zorgt voor vergistbare suikers en levensvatbare gisten. Geuze Boon kan meer dan 20 jaar bewaard worden. Als men ze langer dan een à twee jaar wil bewaren, worden de flessen best neergelegd.

## Bieren
- Oude Geuze Boon is een oude geuze met een alcoholpercentage van 7%.[6]
- Geuze Mariage Parfait is een oude geuze met een alcoholpercentage van 8%. Het is een mengeling van bier uit de beste vaten, door de brouwer zelf geselecteerd.[7]

## Prijzen
- In 2004 won Geuze Mariage Parfait zilver op de World Beer Cup in de categorie “Belgian-Style Sour Ale”.[8]
- In 2008 won Geuze Boon goud op de World Beer Cup in de categorie “Belgian-Style Sour Ale”.[9]
- In 2010 wonnen Geuze Mariage Parfait en Oude Geuze Boon respectievelijk goud en zilver op de World Beer Cup in de categorie “Belgian-Style Sour Ale”.[10]
- World Beer Cup 2012 - gouden medaille voor Oude Geuze Boon in de categorie Belgian-Style Sour Ale.
- World Beer Cup 2014 - bronzen medaille in de categorie Belgian-Style Sour Ale voor Oude Geuze Boon
- 10 prijzen in de World Beer Awards 2024[11]